# Confusopólio
Confusopólio é um termo criado por Scott Adams em sua série de história em quadrinhos "Dilbert" para se referir a um marketing confuso projetado para impedir que o comprador tome decisões informadas. Scott Adams define confusopólio como "um grupo de empresas com produtos semelhantes que intencionalmente confundem os clientes em vez de competir pelo preço". Apesar de ter sido criado como uma sátira, o termo foi adotado por economistas. O diretor do Consumer Financial Protection Bureau, Richard Cordray, defendendo uma regulamentação significativa para o setor financeiro, usou o termo "confusopólio" para se referir a grandes instituições financeiras:

## Exemplo
O exemplo a seguir facilita o entendimento do termo: itens semelhantes, como telefones celulares, são anunciados em vários planos de preços de acordo com diferentes combinações de minutos disponíveis, recursos de mensagens de texto e outros serviços, tornando essas ofertas praticamente incomparáveis quando poderia ser fácil precificar unidades de uso semelhantes para permitir comparações informadas. Neste exemplo, o termo confusopólio se aplica porque a confusão dentro do grupo de consumidores-alvo é mantida propositalmente, de modo que as escolhas são baseadas em fatores emocionais.
Na realidade, o mercado de telefonia móvel é um exemplo perfeito do confusopólio de Dilbert. Ou seja, várias propostas de preços são oferecidas com diferentes combinações de minutos gratuitos, textos e outros serviços, enquanto na realidade o mesmo nível de uso resultaria em aproximadamente o mesmo custo, deixando o usuário tão confuso que simplesmente escolhe o produto com o nome que eles mais gostam – um fato mais notavelmente reconhecido pela operadora Orange com suas tarifas com temas de animais, como Dolphin e Raccoon, e pela LG que dá nomes de seus telefones como Chocolate e Shine. De fato, tem havido uma tendência recente de levar isso um passo adiante com o co-branding de telefones como o Prada da LG e as ofertas Armani da Samsung.